# IMS Health
IMS Health war ein börsennotiertes US-amerikanisches Unternehmen mit Sitz in Danbury, Connecticut, das in der Marktforschung tätig war und insbesondere Pharmazie- und Gesundheitsunternehmen (Kostenträger, Ärzte und Krankenhäuser) in diesem Sektor beriet. Im Oktober 2016 wurde die Gesellschaft, deren Aktien letztmals am 30. September 2016 an der NYSE gehandelt wurden, auf die QuintilesIMS Holdings, Inc. (kurz QuintilesIMS) verschmolzen, welche im November 2017 in IQVIA umbenannt wurde.
Im Unternehmen waren einmal rund 7600 Mitarbeiter beschäftigt. Die deutsche Tochtergesellschaft IMS Health GmbH & Co. OHG mit Sitz in Frankfurt am Main beschäftigte 352 Mitarbeiter zum 31. Dezember 2014.

## Geschichte
IMS Health wurde im Jahr 1954 von Bill Frohlich und David Dubow gegründet. Im Jahr 2010 wurde IMS von TPG Capital, CPP Investment Board und Leonard Green & Partners übernommen; IMS Health wurde im April 2014 an die New Yorker Börse (New York Stock Exchange / NYSE) unter dem Symbol IMS gebracht.

## Geschäftsmodell
IMS bot Lösungen in den Bereichen Healthcare-Analysen und -Services, Healthcare Measurement und Consulting an. Das Unternehmen wandte Prognosemodelle und -techniken auf die eigenen Informationsressourcen an und verfolgte über eine Million Produkte des Pharma- und Gesundheitsbereichs. Dies entsprach nach Unternehmensangaben über 80 Prozent aller Arzneimittel-Verkaufstransaktionen weltweit. Durch die Integration der anonymisierten Patientendaten, die IMS zusammen mit anderen grundlegenden Daten erfasste, konnten Interessengruppen aus dem Gesundheitsbereich Zusammenhänge zwischen Patienten, verschreibenden Ärzten und Kostenträgern analysieren. Unternehmen setzten Lösungen von IMS für folgende Zwecke ein:
- Entwicklung von Vermarktungsplänen und Portfoliostrategien
- Bestimmung der Patienten- und Ärztepopulationen, die den größten klinischen Nutzen aus bestimmten Therapien ziehen
- Verbreitung von Informationen in Bezug auf neue Medikamente an die richtigen verschreibenden Ärzte, um Behandlungsentscheidungen für Patienten zu verbessern
- Ordnungsgemäße Zuordnung und Messung der Effektivität von Arzneimittel-Marketing- und Vertriebsressourcen

## Kennzahlen
Jährlich verarbeitete das Unternehmen über 40 Milliarden Transaktionen im Pharma- und Gesundheitsbereich. 80 % des Arzneimittelumsatzes weltweit wurden von IMS verfolgt, das betraf über 1,4 Millionen Produkte. Das Unternehmen bot weltweit zu mehr als 260 Millionen Patienten Einblick in anonymisierte Informationen. Die IMS verfügte über 99.000 Informationsquellen sowie 768.000 separate Datenquellen. Es gab 5.000 Datenbanken für 16.000 Healthcare-Kunden, darunter Pharma-Unternehmen, Biotechnologiefirmen, Kostenträger, Ärzte und Krankenhäuser. Es bestanden Referenzdaten zu 4,4 Millionen im Gesundheitsbereich tätigen Personen, mit Verknüpfungen zu 500.000 Einrichtungen/Unternehmen und 2,4 Millionen Partnerschaften. Das Unternehmen verfügte über Tausende geschützte Verfahren, darunter patentierte Systeme für Analysen, Datenverschlüsselung und Prognosen.

## Datenschutz, Kritik und Ergebnis
Nach eigenen Angaben stellte IMS sicher, dass die Privatsphäre des Patienten geschützt sei und dass Vertriebsdaten-Analysen und -Studien mit anonymisierten Patientendaten durchgeführt würden.
Im Jahr 2013 geriet IMS Health in Deutschland dennoch im Zusammenhang mit dem Handel mit vermeintlich unzureichend anonymisierten bzw. verschlüsselten Patientendaten in die Kritik. IMS Health gehörte zu den Hauptabnehmern dieser von deutschen Apothekenrechenzentren verkauften Daten.
Ende August 2013 entstand in Österreich und überregional eine intensive Diskussion darüber, ob das von IMS verfolgte Geschäftsmodell zulässig sei. Es war in der Öffentlichkeit bekannt geworden, dass Patientendaten von Ärzten und Spitälern an das Unternehmen weitergegeben worden waren, wobei Unklarheiten über den Grad der Anonymisierung der Daten bestanden. Eine Prüfung durch die österreichische Datenschutzkommission wurde eingeleitet und von IMS begrüßt. Es wurde vorgeschlagen, die Vorgangsweise, die als „Datenhandel“ gewertet wurde, zu verbieten. Nach einem Vertrag, der von einer Zeitungsredaktion erwähnt wurde, sollen nicht nur das Rezept, Alter und Geschlecht des Patienten, sondern auch Diagnosen, Therapien, Laborwerte und mehr erfasst worden sein. Die Korruptionsstaatsanwaltschaft ermittelte. Im weiteren Verlauf stellte sich heraus, dass nach Angaben der Wiener Ärztekammer eine Schnittstelle für die Datenerfassung von einem Softwareunternehmen in die Ordinationssoftware von Ärzten installiert worden war, ohne die Betroffenen zu fragen. Dieses Unternehmen, die INNOMED Gesellschaft für medizinische Softwareanwendungen GmbH, erklärte in einem Rundschreiben, dass diese Schnittstelle standardgemäß deaktiviert sei. Es versicherte, dass die datenschutzrechtlichen Bestimmungen eingehalten würden und veröffentlichte die Verschwiegenheitsverpflichtung von EDV-Serviceunternehmen gemäß § 15 Datenschutzgesetz.
Nach einigen Monaten, in denen auch ein technisches Gutachten des Bundesministeriums für Gesundheit angefertigt und der Datenschutzkommission vorgelegt worden war, wurden die Ermittlungen Ende Dezember 2013 eingestellt: Es hatte sich herausgestellt, dass ein Personenbezug zu einzelnen Patienten durch IMS Health mit rechtlich zulässigen Mitteln nicht hergestellt werden konnte, die Daten daher nicht auf die einzelnen Menschen (Patienten) rückführbar waren und dass daher keine datenschutzrechtlichen Vorschriften verletzt worden waren.
2012 wurde IMS Health für die „Vermarktung des gläsernen Patienten“ mit dem Negativpreis „Big Brother Award“ ausgezeichnet, der an datenschutzrechtlich gesehen besonders fragwürdige Institutionen verliehen wird.